# 11th Army Group
L'11th Army Group fu un gruppo d'armate del British Army durante il periodo della seconda guerra mondiale.
Creato nel novembre 1943, l'11th Army Group controllava tutte le forze di terra dell'Impero britannico impegnate nella campagna della Birmania, rappresentando la componente terrestre del South East Asia Command dell'ammiraglio Louis Mountbatten; il suo primo comandante fu il generale George Giffard. Nominalmente l'11th Army Group avrebbe dovuto controllare anche le forze cinesi schierate nel nord della Birmania, riunite nel Northern Combat Area Command del generale statunitense Joseph Stilwell; di fatto Stilwell rifiutò categoricamente di sottostare agli ordini di Giffard e mantenne un comando a tutti gli effetti autonomo.
Nel novembre 1944 l'11th Army Group fu ribattezzato Allied Land Forces South East Asia e Giffard venne sostituito dal generale Oliver Leese; il comando continuò a gestire le operazioni in Birmania fino alla conclusione delle ostilità, quando fu sciolto.

## Storia

### Formazione

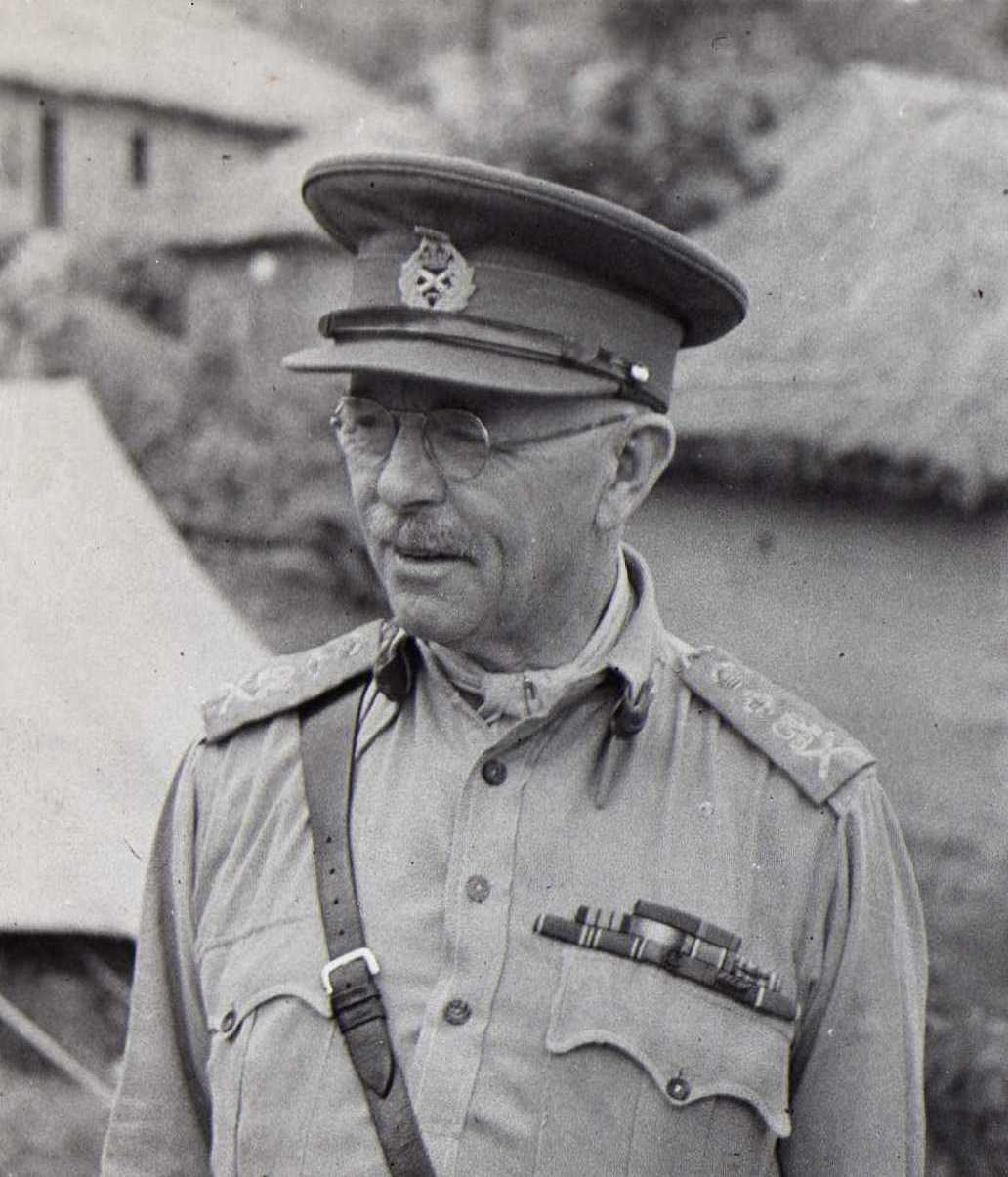
Il generale Giffard ritratto in India nel 1943

L'11th Army Group fu attivato nel novembre 1943 per fungere da quartier generale di tutte le forze terrestri degli Alleati assegnate all'appena formato South East Asia Command (SEAC) dell'ammiraglio Louis Mountbatten, il comando responsabile di tutte le operazioni nel teatro del sud-est asiatico della seconda guerra mondiale. Come responsabile dell'11th Army Group fu scelto il generale britannico George Giffard, in precedenza comandante in capo del West Africa Command e poi per breve tempo della Eastern Army impegnata al fronte contro i giapponesi in Birmania; il quartier generale dell'unità fu inizialmente collocato a Nuova Delhi, per poi essere spostato a Kandy sull'isola di Ceylon. L'11th Army Group si occupava solo della conduzione delle operazioni belliche contro in giapponesi, mentre le attività di retrovia in India come pure l'addestramento delle formazioni del British Indian Army erano demandate all'India Command; tuttavia si verificarono spesso sovrapposizioni tra le responsabilità dei due quartier generali e conflitti tra i loro pianificatori.
Le principali unità subordinate all'11th Army Group erano la Fourteenth Army (nuova designazione della precedente Eastern Army) dislocata al confine indo-birmano e la guarnigione britannica di Ceylon (Ceylon Defence Force); il XXXIII Corps del British Indian Army, stazionato nell'India meridionale e in addestramento per le operazioni anfibie, fu assegnato all'11th Army Group in vista di possibili sbarchi nella regione dell'Oceano Indiano.

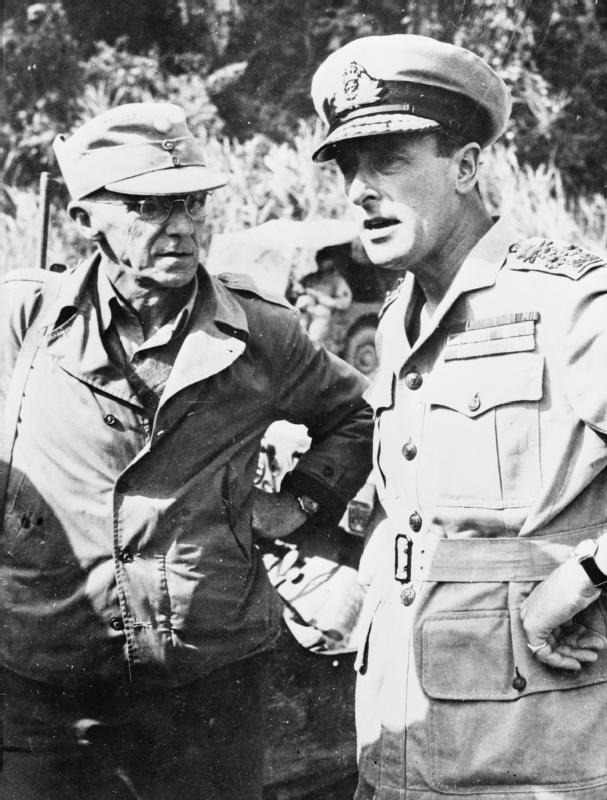
Il generale Stilwell (a sinistra) a colloquio con l'ammiraglio Mountbatten nel 1944

Nominalmente l'11th Army Group avrebbe dovuto ricomprendere sotto un singolo comando tutte le truppe alleate impegnate in azione nella campagna della Birmania, incluse quindi le forze del Northern Combat Area Command (NCAC) del generale statunitense Joseph Stilwell; quest'ultimo comando controllava le unità della Repubblica di Cina schierate al confine settentrionale della Birmania e impegnate nella costruzione della strada di Ledo, come pure il Corpo di spedizione cinese intento ad avanzare nella Birmania nord-orientale provenendo dallo Yunnan. La subordinazione delle forze del NCAC all'11th Army Group avrebbe agevolato il coordinamento delle operazioni della Fourteenth Army britannica con quelle dei reparti cinesi, ma avrebbe anche comportato la rinuncia da parte di Stilwell del controllo quotidiano sul campo delle truppe ai suoi ordini; Silwell si rifiutò di sottostare a una simile condizione: il generale statunitense e il britannico Giffard avevano personalità molto differenti e in generale svilupparono relazioni molto conflittuali. Non agevolava questa situazione il fatto che Stilwell fosse anche il vicecomandante del SEAC sotto Mountbatten, e quindi tecnicamente superiore a Giffard nella catena di comando.
La soluzione fu trovata con un accordo mediato da Mountbatten. Stliwell accettò di sottostare temporaneamente al controllo operativo del generale William Slim, comandante della Fourteenth Army, finché le forze alleate non avessero ripreso Kamaing ristabilendo un collegamento diretto via terra tra i cinesi a nord e gli anglo-indiani a ovest; in questo modo, Slim avrebbe riferito direttamente a Giffard per quanto riguardava le operazioni della Fourteenth Army e direttamente a Mountbatten per quanto riguardava le operazioni delle forze cinesi: una soluzione macchinosa, ma che si rivelò funzionante grazie al buon rapporto che intercorreva tra Slim e Stilwell. Una volta che le forze alleate ebbero riconquistato Kamaing il 20 maggio 1944, l'accordo cessò e Stilwell riprese ad accettare solo gli ordini che provenivano da Mountbatten.

### Allied Land Forces South East Asia
I rapporti tra Mountbatten e Giffard peggiorarono a causa del comportamento tenuto da quest'ultimo durante la battaglia di Imphal  nel marzo-luglio 1944, giudicato come troppo passivo. Il 12 novembre 1944 l'11th Army Group fu ridesignato come Allied Land Forces South East Asia (ALFSEA), e il generale Oliver Leese succedette a Giffard nel comando.
Pochi giorni prima, il 19 ottobre, Stilwell era stato richiamato a Washington su insistenza del Generalissimo cinese Chiang Kai-shek, venendo sostituito alla guida del NCAC dal generale Daniel Isom Sultan; questo contribuì a semplificare la catena di comando alleata nella regione, e il NCAC di Sultan fu sottoposto direttamente all'ALFSEA di Leese. La Fourteenth Army di Slim continuò a rappresentare la componente principale dell'ALFSEA, con responsabilità delle operazioni nel teatro bellico principale nella Birmania centrale; il XV Corps del generale Philip Christison, impegnato nella regione costiera dell'Arakan, fu tuttavia sottratto al controllo di Slim e sottoposto direttamente al comando dell'ALFSEA.
Dopo la cattura di Rangoon nel maggio 1945, la Twelfth Army fu attivata come parte dell'ALFSEA per sostituire nella conduzione delle ultime operazioni nel teatro birmano la Fourteenth Army, ritirata dal fronte in previsione di un suo impiego in una progettata invasione anfibia della Malesia (operazione Zipper); la resa del Giappone il 15 agosto 1945 portò alla cancellazione del piano, e l'ALFSEA (al cui comando Slim era succeduto a Leese) si occupò solo di provvedere al disarmo dei reparti giapponesi e al rimpatrio dei prigionieri di guerra alleati nella regione del Sud-est asiatico. Il quartier generale fu poi sciolto alla fine del 1945.